# Simca Gordini T 15
Simca Gordini T 15 je vůz Formule 1 a Formule 2 z počátku 50. let 20. století.

## Popis
Značka Simca, založena ve Francii fabrikou FIAT, spolupracující s firmou Gordini, která zprvu navrhuje pro Simcu nové šasi s motory FIAT o objemu 1.100, 1.200 (roku 1944) a 1.433 (rok 1948). Typ T15 má již nový motor z dílen Gordini o objemu 1490cc, byl jím řadový čtyřválec jenž vozu udělil rychlost 240 km/h. Motor byl přeplňovaný jednoduchým kompresorem. V roce 1952 byly vozy používány především v kategorii F2, objem motoru byl zvýšen na 1491cc a motoru byl odebrán kompresor. Rychlost vozu se snížila na 210 km/h při výkonu 110 cv a otáčkách 5200 min.
Vůz Simca Gordini T15 debutoval v Grand Prix Pau 1947 pro vozy kategorie Grand Prix, ale jak Jean-Pierre Wimille tak samotný konstruktér Amedée Gordini cíl neviděli. Zatímco první start mezi vozy Formule 2, kterým byl závod Coupe Robert Benoist Jean-Pierre Wimille proměnil ve vítězství. Nečekaný úspěch soukromého vozu Simca Gordini T15 na Mille Miglia 1953, kde Salvatore Casella dojel na 13. místě, přiměl tovární tým k upravám vozu pro kategorii sportovních vozů. Největšího úspěchu zaznamenala trojice pilotů Eugéne Martin, André Guelfi a Jacques Pollet, když v závodě na 24 hodin v Le Mans 1954, dojela na šestém místě. v kategorii sportovních vozů setrval vůz ve startovním poli až do roku 1947. Největších úspěchů získal vůz v kategorii formule 2, kde ze 165 startů ve 13 zvítězil. Po jednom vítězství získal v kategoriích Formule 1, Grand Prix a Formule Libre. Robert Manzon a Maurice Trintignant seděli v jeho kokpitu nejčastěji a zároveň s Jeanem-Pierreem Wimillem byli i nejúspěšnější, získali po třech vítězstvích.

## Technické údaje
- Motor: Gordini
  - řadový
  - 4 válce
  - Objem: 1491cc
  - Zdvih x Vrtání: 78mm x 78mm
  - Výkon: 164 kW
  - Otáčky: 5200 min
- Hmotnost: 450 kg
- Pneumatiky: Englebert

## Piloti
- Jean Behra
- Georges Berger
- Princ Bira
- Pablo Birger
- Johnny Claes
- Paul Frere
- Robert Manzon - 3 body (1950)
- André Simon
- Maurice Trintignant - 2 body (1952)

## Výsledky vozu Simca Gordini T 15
| Legenda k tabulce | Legenda k tabulce                                                                       |
| Barva             | Výsledek                                                                                |
| ----------------- | --------------------------------------------------------------------------------------- |
| Zlatá             | Vítěz                                                                                   |
| Stříbrná          | 2. místo                                                                                |
| Bronzová          | 3. místo                                                                                |
| Zelená            | Bodované umístění                                                                       |
| Modrá             | Nebodované umístění                                                                     |
| Modrá             | Dokončil neklasifikován (NC)                                                            |
| Fialová           | Odstoupil (Ret)                                                                         |
| Červená           | Nekvalifikoval se (DNQ)                                                                 |
| Červená           | Nepředkvalifikoval se (DNPQ)                                                            |
| Černá             | Diskvalifikován (DSQ)                                                                   |
| Bílá              | Nestartoval (DNS)                                                                       |
| Bílá              | Závod zrušen (C)                                                                        |
| Světle modrá      | Pouze trénoval (PO)                                                                     |
| Světle modrá      | Páteční testovací jezdec (TD)                                                           |
| Bez barvy         | Netrénoval (DNP)                                                                        |
| Bez barvy         | Vyřazen (EX)                                                                            |
| Bez barvy         | Nepřijel (DNA)                                                                          |
| Bez barvy         | Odvolal účast (WD)                                                                      |
| Bez barvy         | Nezúčastnil se (prázdné)                                                                |
| Označení          | Význam                                                                                  |
| Tučnost           | Pole position                                                                           |
| Kurzíva           | Nejrychlejší kolo                                                                       |
| †                 | Jezdec nedojel do cíle, ale byl klasifikován, protože odjel více než 90 % délky závodu. |
| ‡                 | Byl udělován poloviční počet bodů, protože bylo odjeto méně než 75 % délky závodu.      |
| Horní index       | Umístění bodujících jezdců ve sprintu                                                   |

| Rok  | Šasi               | Motor           | Pneu | Jezdci              | 1   | 2   | 3   | 4   | 5   | 6   | 7   | 8   | 9   | Body | Umístění |
| ---- | ------------------ | --------------- | ---- | ------------------- | --- | --- | --- | --- | --- | --- | --- | --- | --- | ---- | -------- |
| 1950 | Simca Gordini T 15 | Gordini 1.5 L4C | E    |                     | GBR | MON | 500 | CH  | BEL | FRA | ITA |     |     | 3    | -        |
| 1950 | Simca Gordini T 15 | Gordini 1.5 L4C | E    | Robert Manzon       |     | Ret |     |     |     | 4   | Ret |     |     | 3    | -        |
| 1950 | Simca Gordini T 15 | Gordini 1.5 L4C | E    | Maurice Trintignant |     | Ret |     |     |     |     | Ret |     |     | 3    | -        |
| 1950 | Simca Gordini T 15 | Gordini 1.5 L4C | E    | André Simon         |     | DNS |     |     |     |     |     |     |     | 3    | -        |
| 1951 | Simca Gordini T 15 | Gordini 1.5 L4C | E    |                     | CH  | 500 | BEL | FRA | GBR | GER | ITA | ESP |     | 0    | 0        |
| 1951 | Simca Gordini T 15 | Gordini 1.5 L4C | E    | Robert Manzon       | DNS |     |     | Ret | DNS | 7   | Ret | 9   |     | 0    | 0        |
| 1951 | Simca Gordini T 15 | Gordini 1.5 L4C | E    | Maurice Trintignant | DNS |     |     | Ret | DNS | Ret |     | Ret |     | 0    | 0        |
| 1951 | Simca Gordini T 15 | Gordini 1.5 L4C | E    | André Simon         | DNS |     |     | Ret | DNS | Ret | 6   | Ret |     | 0    | 0        |
| 1951 | Simca Gordini T 15 | Gordini 1.5 L4C | E    | Jean Behra          |     |     |     |     |     |     | Ret |     |     | 0    | 0        |
| 1952 | Simca Gordini T 15 | Gordini 1.5 L4C | E    |                     | CH  | 500 | BEL | FRA | GBR | GER | NL  | ITA |     | 2    | 0        |
| 1952 | Simca Gordini T 15 | Gordini 1.5 L4C | E    | Princ Bira          | Ret |     | 10  |     |     |     |     |     |     | 2    | 0        |
| 1952 | Simca Gordini T 15 | Gordini 1.5 L4C | E    | Robert Ó Braien     |     |     | 14  |     |     |     |     |     |     | 2    | 0        |
| 1952 | Simca Gordini T 15 | Gordini 1.5 L4C | E    | Johnny Claes        |     |     |     | Ret | 14  |     | DNS | DNQ |     | 2    | 0        |
| 1952 | Simca Gordini T 15 | Gordini 1.5 L4C | E    | Maurice Trintignant |     |     |     | 5   |     |     |     |     |     | 2    | 0        |
| 1952 | Simca Gordini T 15 | Gordini 1.5 L4C | E    | Paul Frere          |     |     |     |     |     |     | Ret |     |     | 2    | 0        |
| 1953 | Simca Gordini T 15 | Gordini 1.5 L4C | E    |                     | ARG | 500 | NL  | BEL | FRA | GBR | GER | CH  | ITA | 0    | 0        |
| 1953 | Simca Gordini T 15 | Gordini 1.5 L4C | E    | Pablo Birger        | Ret |     |     |     |     |     |     |     |     | 0    | 0        |
| 1953 | Simca Gordini T 15 | Gordini 1.5 L4C | E    | Georges Berger      |     |     |     | Ret |     |     |     |     |     | 0    | 0        |

| Datum        | Závod                                    | Jezdec              | Kategorie     | Výsledky |
| ------------ | ---------------------------------------- | ------------------- | ------------- | -------- |
| 1. červen    | I Coupe Robert Benoist                   | Jean-Pierre Wimille | Formule 2     | Výsledky |
| 27. červenec | VII Coupe de Paris                       | Jean-Pierre Wimille | Formule 2     | Výsledky |
|              | 1948                                     |                     |               |          |
| 1. únor      | II Copa Acción de San Lorenzo            | Jean-Pierre Wimille | Formule Libre | Výsledky |
| 30. květen   | I Stockholm's Grand Prix                 | Princ Bira          | Formule 2     | Výsledky |
| 11. červenec | III Circuit des Remparts                 | Igor Troubetskoy    | Formule 2     | Výsledky |
|              | 1949                                     |                     |               |          |
| 22. května   | VII Grand Prix de Marseille              | Juan Manuel Fangio  | Grand Prix    | Výsledky |
| 7. září      | III Prix de Léman                        | Raymond Sommer      | Formule 2     | Výsledky |
|              | 1950                                     |                     |               |          |
| 14. května   | I Circuit de Medoc                       | André Simon         | Formule 2     | Výsledky |
| 30. července | III Prix de Geneve                       | Maurice Trintignant | Formule 2     | Výsledky |
| 10. září     | I Grandee Trophee entre Sambre et Meuse  | Robert Manzon       | Formule 2     | Výsledky |
| 17. října    | I Circuit de Perigueux                   | Robert Manzon       | Formule 2     | Výsledky |
|              | 1951                                     |                     |               |          |
| 7. dubna     | II Coupe René Larroque                   | Jean Thepenier      | Formule 2     | Výsledky |
| 15. července | II Grandee Trophee entre Sambre et Meuse | Robert Manzon       | Formule 2     | Výsledky |
| 22. července | I Grand Prix des Sables d'Olonne         | André Simon         | Formule 2     | Výsledky |
| 5. srpen     | XIII Grand Prix d'Albi                   | Maurice Trintignant | Formule 1     | Výsledky |
| 10. září     | III Grand Prix de Cadours                | Maurice Trintignant | Formule 2     | Výsledky |